# Torre d’Ovarda
Torre d’Ovarda – szczyt w Alpach Graickich, części Alp Zachodnich. Leży w północnych Włoszech w regionie Piemont. Należy do Grupy Maurienne i Lanzo. Góra ma 3 wierzchołki Occidentale (2997 m), Centrale (3075 m) i Orientale (2922 m).